# 412 TCN
412 TCN là một năm trong lịch La Mã.